# Погиби (река, Сахалин)
Погиби — река в России на острове Сахалин, крупнейшем острове России. Река протекает на северной окраине поселка Погиби. Впадает в Пролив Невельского, соединяющий Татарский пролив с Амурским лиманом. 
Длина Погиби — 47 км. Площадь водосборного бассейна — 116 км².
Истоки у подножия горы Плоской, течёт с востока на запад до Пролива Невельского. Приток реки Погиби — ручей Юктолин. В нижнем течении в бассейне реки расположены болота с большим количеством озёр, в том числе озера Мысовое и Придорожное.

## Данные водного реестра
По данным государственного водного реестра России относится к Амурскому бассейновому округу. Речной бассейн — бассейны рек острова Сахалин. Водохозяйственный участок — Водные объекты острова Сахалин без бассейна р. Сусуя.
Код водного объекта 20050000212118300009367.